# Riot (dal)
A Riot a német Scooter együttes 2015-ben megjelent kislemeze, az első a 2016 februárjában megjelent "Ace" című albumukról, mely a "Can't Stop the Hardcore Tour" felvezető dala is volt egyben. Különlegessége, hogy kissé visszanyúlva a gyökerekhez, ezúttal egy hands up stílusú számot alkottak. Hat év után ez volt az első Scooter-szám, amely felkerült a magyar kislemezeladási listákra is. Digitális formátumban jelent csak meg, és mindössze egyetlen számot tartalmazott.

## Története
Már 2014 végén bejelentették, hogy a következő nagyobb turnét csak 2016-ban tartják, így valószínűnek tűnt, hogy a 2015-ös év érdemi újdonság nélkül fog eltelni. A "Radiate" SPY-verziója azonban tartogatott némi újdonságot, mert az albumverzióhoz képest jelentősen megváltoztatták. Ezt követően jelentették be nyáron, hogy nagykoncertet szerveznek Hamburgban, melyre szeretettel várják rajongóikat. Az eseményre augusztus 28-án került sor, a nyitódal pedig sokak meglepetésére egy új dal volt: a "Riot", amely pontosan ezzel egyidőben elérhetővé vált iTunes-on is mindenki számára, egyszámos kislemezként.
A dal különlegessége, hogy némiképp a klasszikus Scooter-számokra emlékeztet, mert gyors, ütemes, a 2000-es évek elejének hangzását továbbfejlesztve klasszikus hands up-stílusú, valamint található benne gitár is. A 2015-ös évben Németországban egyre nagyobb hangsúlyt kapott a hands up stílus, több német klasszikus DJ szintén ebben a stílusban kezdett alkotni. Emellett H.P. is teljes értékű szöveget írt, és ezúttal is mellőzte a Shure mikrofon használatát.

## Számok listája
1. Riot (03:08)

## Közreműködtek
- H.P. Baxxter (szöveg)
- Phil Speiser (zene, utómunkálatok)
- Michael Simon (zene)
- Michael Kurth, Yasmin Shakeri (szöveg)
- Tim Kesteloo, Michael Maidwell, Jacob Streefkerk (szerzőtársak)
- Jens Thele (menedzser)
- Martin Weiland (borítóterv)

## Videóklip
A dal premierjének napján, 2015. augusztus 28-án Hamburgban rögzítették a koncert elejét is, méghozzá 360 fokban rögzítő kamerákkal. Ez a Scooter első ilyen videóklipje, amit a YouTube-on speciális módon lehet megtekinteni. A videó 8 perces, ugyanis benne van az intró és a One (Always Hardcore) is, tehát ilyen értelemben nem hagyományos videóklip, hanem inkább koncertfelvétel. A videó a Scooter első 4K-minőségű videója, bár a technika korlátai miatt ez csak néhány ponton érvényesül maradéktalanul a klipben.